# Göttlich verdammt
Göttlich verdammt (engl. Originaltitel: Starcrossed) ist ein Jugendbuch der US-amerikanischen Autorin Josephine Angelini. Es ist der erste Teil der Göttlich-Trilogie und erschien im Mai 2011 beim Dressler Verlag.

## Inhalt
Das Buch Göttlich verdammt enthält Elemente der griechischen Mythologie, insbesondere des Trojanischen Krieges, wobei die Handlung im modernen Setting einer Highschool stattfindet.
Die Geschichte handelt von 16-jährigen Helen Hamilton, die mit ihrem Vater auf der US-amerikanischen Insel Nantucket lebt. Sie führt ein relativ normales Leben, bis die wohlhabende Familie Delos in die Stadt zieht. Helen verspürt ihnen gegenüber sofort großes Misstrauen, insbesondere gegenüber dem Sohn der Familie, Lucas Delos. Zur gleichen Zeit wird Helen von düsteren Albträumen geplagt, bis sie die Bedeutung dieser Vorkommnisse erfährt. Lucas und Helen stammen von Halbgöttern ab und sie sind dazu verdammt, einen erbitterten Kampf auszulösen, indem sie sich ineinander verlieben. Die Familie Delos befürchtet, dass durch die Liebe der beiden Teenager der Trojanische Krieg erneut ausbrechen wird, sodass ihre frische Beziehung vor großen Herausforderungen steht.

## Fortsetzungen
- Göttlich verloren, 2012 (OT: Dreamless, 2012)
- Göttlich verliebt, 2013 (OT: Goddess, 2013)

## Besonderheiten
Zu jedem der drei Bücher gibt es einen Song von der deutschen Band Demigoddess.
- Göttlich verdammt: Where Do I Belong? (Helen’s Song)
- Göttlich verloren: In Love
- Göttlich verliebt: Revolution

## Belege
1. ↑  eine göttliche Liebe Rezension auf jugendbuch-couch.de.
2. ↑  Josephine Angelini: Göttlich verdammt. Oetinger-Taschenbuch, 2013, ISBN 978-3-8415-0137-0 (google.com [abgerufen am 16. Januar 2024]).